# Juri Subarew
Juri Subarew (russisch Юрий Зубарев; * 18. Oktober 1940 in Swerdlowsk) ist ein ehemaliger sowjetischer Skispringer.

## Werdegang
Sein internationales Debüt gab Subarew bei der Vierschanzentournee 1960/61. Nachdem er beim Auftaktspringen auf der Schattenbergschanze in Oberstdorf nur einen schwachen 32. Platz erreichte, überraschte er die Konkurrenz auf der Großen Olympiaschanze in Garmisch-Partenkirchen mit dem achten Rang und damit auch mit seiner ersten Top-Ten-Platzierung. Jedoch konnte Subarew in Innsbruck und Bischofshofen nicht an dieses Ergebnis anknüpfen, konnte sich aber mit 795,1 Punkten den 18 Rang in der Gesamtwertung sichern.
Nachdem er trotz des Erfolges die folgenden Jahre nicht bei der Tournee antrat, kam er zur Vierschanzentournee 1964/65 zurück in den Nationalkader. In Oberstdorf erreichte er erneut das schwächste Ergebnis der Tournee, konnte sich aber in Garmisch-Partenkirchen als Sechster erneut steigern. In Bischofshofen gelang Subarew mit Rang vier das beste Einzelresultat der Karriere. Obwohl er das Springen in Innsbruck zwischenzeitlich ausgelassen hatte, belegte er in der Tournee-Gesamtwertung am Ende Rang vier.
Auch bei seiner dritten und letzten Tournee enttäuschte Subarew wieder in Oberstdorf die schlechteste Platzierung. Zwar konnte er noch zwei Top-20-Platzierungen erreichen, kam aber in der Gesamtwertung nicht über Rang 58 hinaus.
Bei seinem letzten internationalen Turnier, der Nordischen Skiweltmeisterschaft 1966 in Oslo startete er noch einmal von der Normalschanze und erreichte mit Sprüngen auf 72 und 72,5 Metern den 20. Platz.

## Erfolge

### Vierschanzentournee-Platzierungen
| Saison  | Platz | Punkte |
| ------- | ----- | ------ |
| 1960/61 | 18.   | 795,1  |
| 1964/65 | 04.   | 809,1  |
| 1965/66 | 58.   | 568,6  |